# Albert Weisgerber (Stadtoriginal)
Albert Weisgerber, genannt Senkel (* 8. Juni 1910 in St. Ingbert, Saarland; † 23. Mai 1996 ebenda) war ein Neffe des Malers Albert Weisgerber und ein St. Ingberter Original.
Weisgerber war Sohn eines Malermeisters und Anstreichers und übte diesen Beruf nach seinem Besuch in der Meisterschule in Kaiserslautern selbständig aus. Er war vor allem als Schriftenmaler bekannt und arbeitete 12 Jahre in der Werbeabteilung der Brauerei Becker. Der Spitzname Senkel entstand bei einer kirchlichen Feier mit dem Speyerer Bischof Ludwig Sebastian 1925 in St. Ingbert. Jenem fiel der hagere Fahnenträger des Jünglingsvereins auf und sprach: "Der hält sich kerzengerade wie ein Senkel".
Weisgerber war schon in jungen Jahren als Laienschauspieler aktiv, spielte bei der Kleinen Bühne der VHS und der Gruppe 63. Seinen größten Auftritt hatte er in dem ZDF-Fernsehfilm Die Buddik von 1983, dort mimte er den im Sterben liegenden Posaunisten Schang und hatte damit eine Schlüsselrolle des Filmes inne. 
Seit 1932 war Weisgerber Mitglied der Bergkapelle St. Ingbert, bei ernsteren Auftritten als Trompeter oder Beckenspieler, bei Volksfesten aber gerne auch als Faxenmacher. In dieser Rolle animierte er die Zuschauer oder gab den Clown. Bei Paraden lief er vorne als Fahnenträger mit.
Seit 1952 war Weisgerber als Herold in der St. Ingberter Fastnacht bekannt. Bei Kappensitzungen geleitete er in seinem Heroldskostüm jeweils die Karnevalisten auf die Bühne oder in die Bütt.
Weisgerber war verheiratet und lebte bescheiden in einer Zweizimmerwohnung in der Kaiserstraße 65 über Eislers Bierstube. Er starb 1996. Entsprechend seinem letzten Wunsch wurde er auf dem Alten Friedhof in seiner Bergmannsuniform begraben.

## Trivia
Im Buch „St. Ingbert erzählt“ erinnert sich Albert Weisgerber an den Bombenangriff vom 9. August 1915. 
Sein Onkel hat seinen Neffen Albert in seiner Kunst festgehalten. 
2016 spielte ein Darsteller in der Kappensitzung des MGV Frohsinn in St. Ingbert die Figur „Senkel“.